# 김성일 (1538년)
김성일(金誠一, 1538년~1593년)은 조선 중기의 문신이자 외교관, 학자이다. 본관은 의성, 호는 학봉(鶴峰), 자는 사순(士純)이다. 퇴계 이황의 제자이며, 시호는 문충공 서애 류성룡과 함께 퇴계의 주리론 학문을 이어받은 수제자로 영남학파의 중추 구실을 했다. 1590년 일본에 통신사 부사로 갔다와서 일본이 침략을 하지 않을 것이라는 잘못된 판단을 하여 보고함으로써 임진왜란 발발 이후 큰 비판을 받았다. 임진왜란 때 초유사로에 임명되어 경상우도관찰사 겸 순찰사를 역임하다 1593년 진주성에서 병사하였다.
안동에 자리한 학봉종택은 안동의 대표적인 양반가옥의 전형으로 유명하다. 특히 학봉 문중에서는 학봉이 남긴 "3년동안 금부도사가 찾아오지 않으면 선비 집안이 아니다."라는 말을 가훈으로 여겨 왕에게 직언을 하는 문중으로 영남 유림의 중심 문중이 되었다.
1591년(선조 24) 종계변무가 성사되었을 때 그는 광국원종공신 1등의 한 사람으로 특별히 책록되었다. 임진왜란 당시 진주성 전투에서 초유사로 활약하다 병사한 공로로 사후 선무원종1등공신에 추서되었다.

## 생애

### 어린 시절
아버지 김진(金璡)과 어머니 민세경(閔世卿)의 딸 여흥민씨 사이에서 넷째 아들로 안동에서 태어났다. 증조부 망계(望溪) 김만근(金萬謹)이 안동으로 이사하여 정착했으며, 할아버지 김예범은 병절교위를 지내고 통정대부 승정원 좌승지 겸 경연참찬관에 증직되었다. 아버지 김진(金璡)도 1592년(선조 25) 그가 경상도관찰사로 임명되면서 가선대부 이조참판 겸 동지의금부사에 증직되었다.
1562년 승려 보우(普雨)의 말에 따라 문정왕후가 희릉(禧陵)을 옮기려 하자, 그는 유생의 신분으로 이에 반대하는 상소문을 지었다. 1564년 진사시, 1567년 대과에 합격하여 승문원 부정자에 임명되었다.

### 관료 생활 초반
이후 정자·대교·봉교 등을 역임하고, 1572년(선조 5)에는 상소를 올려 사육신을 복관시키고 종친을 등용할 것 등을 주장하였다. 1573년 전적·수찬 등을 시작으로 병조좌랑·이조좌랑 등의 요직을 거쳐, 1577년 종계변무를 청하는 사행(使行)의 서장관으로 북경에 다녀왔다. 사행 길에 요동에서 정학서원(正學書院)을 방문하여 중국 선비들과 학문하는 목적을 놓고 토론하였다.
1579년 사헌부 장령에 임명되어 시사를 과감하게 비판하고 종실의 비리를 탄핵하여 ‘대궐의 호랑이[殿上虎]’라는 별명을 얻었다. 1579년 함경도순무어사가 되어 영흥·함흥·삼수·길주·명천 등의 고을을 순행하면서 민정을 살피고 수령들의 근무태도를 점검하였다. 1583년 특지로 나주 목사가 되어 도내의 민폐를 해결하였다. 당시 김여물이 순무어사로 나주에 파견되어 민가에서 술을 마시고 밤에 관아로 오자, 그를 꾸짖고 문을 열어주지 않는 강직함을 보였다. 1591년(선조 24) 종계변무가 성사되자 광국원종공신 1등에 특별히 책록되었다.

### 조선통신사
1589년 의정부 사인으로 있을 때 도요토미 히데요시(豊臣秀吉)가 보낸 겐소(玄蘇)·소 요시토시(宗義智) 등과 일본과의 통호문제를 의논하였고, 1589년 11월 18일 일본 사정을 탐지하려고 파견된 조선통신사 행에서 부사(副使)로 임명되었다. 통신사 일행은 1590년 3월에 한양을 출발하여 9월에 일본 도쿄에 도착했다. 이때 정사 황윤길(黃允吉),시정관 허성 등과 간파쿠(關伯)에게 예를 표하는 절차를 놓고 심한 의견 대립을 보였는데, 그는 도요토미 히데요시가 일본 국왕이 아니므로 왕과 동일한 예를 베풀 수 없다고 주장하여 이를 관철시켰다.
1591년 3월, 일본에 갔던 통신사 일행이 조정에 돌아와 한 보고는 서로 상반되었다. 각처에서 활약하던 일본의 무사들을 정리하고 중앙집권화를 이루었다는 소식이 들리자 선조가 일본의 정세를 파악하고 정탐을 위해 사람을 보냈는데, 조선에서 정탐꾼이 파견된다는 보고를 듣고 도요토미 히데요시가 경계와 검문을 강화하자 선조는 공식적인 사절단을 파견한 것이었다.
이때 통신사 중 정사는 서인인 황윤길이었고 부사는 동인인 김성일이었다. 1591년 음력 2월 부산으로 귀국하여 각기 조정에 상소를 올릴 때, 황윤길은 반드시 왜군의 침입이 있을 것이라고 보고하였고, 김성일은 다음과 같이 발언하였다.
"그러한 정상은 발견하지 못하였는데 황윤길이 장황하게 아뢰어 인심이 동요되게 하니 사의에 매우 어긋납니다."
또 풍신수길의 인상을 묻는 선조의 질문에, 황윤길은 '눈 빛이 반짝반짝하여 담과 지략이 있는 사람'이라고 평하였고, 김성일은 다음과 같이 평하였다.
"그의 눈은 쥐와 같아 마땅히 두려워할 위인이 못됩니다."
이와 같은 상반된 보고에 당시 재상 류성룡은 같은 동인인 김성일의 편을 들었으며, 이에 선조는 김성일의 보고를 채택하였다. 일단 당파심에 김성일의 편은 들었으나, 이후의 결과가 두려워진 류성룡은 어전보고가 끝난 후 김성일 따로 만나 묻길,"그대가 황윤길의 말과 고의로 다르게 말하는데, 후일 병화가 있다면 어떻게 하려고 하느냐?"는 질문에 김성일은 다음과 같은 말로 무마하였다.
"나도 어찌 왜적이 침입하지 않을 것이라 단정하겠습니까? 다만, 온 나라가 불안에 휩싸일까봐 그런 것입니다."
이것은 조선 실록의 기록이 아니고 왜란이 끝난 후 류성룡이 자신이 지은 왜란 회고록 징비록에 기술한 것이다.
김성일의 보고에 서인 황윤길을 비롯해, 조헌 등이 기필코 왜적이 침입할 것리고 주장하였지만, "서인(西人)들이 세력을 잃었기 때문에 인심을 요란시키는 것이다"라고 매도 하여 배척하였으므로, 조정에서는 감히 말을 하지 못하였다. 이 조선왕조실록의 기록으로 볼 때 당시 김성일,류성룡등 동인이 정국 주동이였음을 알 수 있다.후일 안방준(安邦俊) 등에 의해 왜란을 불러온 장본인으로 지적되었고, 왜란 초에 파직되는 결과를 가져왔다.
실제 황윤길의 보고가 있은 직후, 조정은 만약의 사태에 대비하는 차원에서 각지에 성을 쌓고 장정들을 징집하는 등 뒤늦게나마 대비책을 강구하였는데, 이는 과연 당시 민심의 동요를 상당히 초래하였다. 이에 김성일은 다시금 상소를 올려 "오늘날 두려운 것은 섬나라 도적이 아니라 민심의 향배이니, 민심을 잃으면 견고한 성과 무기가 있어도 아무 소용이 없다"는 내용으로 하여 '내치에 대신 힘쓸 것'을 강조하였다.
즉 이를테면 "백성의 민심을 동요 시키지 않는 것이야말로 참된 방비책"이라는 거였다. 

#### 임진왜란 직후
1592년 임진왜란 직후의 음력 6월 28일의 조선왕조실록의 기록은 김성일을 비꼬며, 그 정도(징후 없음 운운) 이상의 말을 하였음을 기록하고 있다.
"김성일은 통신사로서 일본에 갔다가 막 돌아와서, “왜적들이 틀림없이 쳐들어오지 않을 것이다.” 하였으니, 이것은 그의 지혜가 미치지 못한 바가 있어서 그러했던 것인가. 동시에 사신으로 갔던 황윤길(黃允吉) · 허성(許筬) 같은 사람은 왜적들이 틀림없이 쳐들어올 것이라고 하기도 하고, 혹은 왜적들이 쳐들어오지 않는다고 보장하기 어렵다고 하기도 하였는데, 김성일만이 유독 왜적들이 쳐들어오지 않을 것이라고 하였으니 진실로 괴이하다."
일본에서의 통신사 이야기도 여기에서는 자세히 쓰고 있지 않으나, 당시 도요토미 히데요시를 만나기 전 몇개월 동안이나 기다리면서도 정사인 황윤길과 서장관 허성이 두려움이 앞서 말을 꺼내지 못할 때도 부사 김성일 만이 만남을 독촉하였고, 최초 도요토미 히데요시의 오만한 답서에 대해서는 부사 김성일 만이 이의를 제기했다 한다. 지금도 통신사가 묵었던 곳에 부사를 기리는 비석이 남아있다.

#### 성리학적 인물관
어전 회의에서 정사 황윤길은 "앞으로 반드시 병화가 있을 것이옵니다."라고 일본의 침략을 예고하였으나, 부사 김성일은, "전혀 그러한 조짐이 없었사옵니다."라고 상반된 대답을 하였다. 토요토미 히데요시의 인상을 묻는 질문에도 황윤길은, "눈에 광채가 있고 담략이 남달라 보였사옵니다."라고 한 대 비해 김성일은 "눈이 쥐와 같고 생김새는 원숭이 같으니 두려울 것이 못 됩니다."라고 다르게 대답하였다.
김성일은 도요토미에게서 성리학적 학식과 예를 찾으려 했겠지만 그를 간바꾸로 만든 것은 성리학적 학식과 예가 아니라 칼과 천하를 상대하겠다는 담략이었다.

### 임진왜란과 죽음

#### 전란 초기
김성일은 임진왜란 초기에 경상도 일대가 일본군에 의하여 유린되자, 사태 수습을 목적으로 다시 경상도 초유사(招諭使)에 임명되었다. 퇴계 이황의 학문적 적통을 이어받은 수제자로서 왕실의 권력이나 당파에 구애받지 않고 백성을 위한 직언을 하기로 유명하여 경상도의 흩어진 민심을 모으기에는 가장 적합하다는 류성룡 등의 천거에 의해 선조의 사형 명령이 철회되고 경상도 초유사로 임명된 것이다.
이후 즉시 경상도로 내려가 격문을 지어 흩어진 백성을 불러모으는 한편, 이미 어지러워진 군율을 바로 세우는 데에 몰두한다. 관군이 궤멸된 상황에서 곽재우(郭再祐)·김면(金沔)·정인홍(鄭仁弘) 등이 의병을 일으키자 그들을 의병장으로 삼아 서로 협동하게 하고, 용맹한 자를 선발하여 수령이 없는 고을의 행정을 관장하도록 하였다. 또 각지를 순행하면서 의병을 모집하는 격문을 뿌리고 군량으로 쓸 양곡을 모집하기도 하였다. 곽재우와 경상감사 김수 사이에 심각한 갈등이 생기고 조정에서 곽재우를 처벌하려는 기색이 있자, 양자를 화해시켜 이를 원만히 수습하기도 하였다.

#### 진주성 전투와 사망
김성일은 왜란 초기에 피폐해진 경상도 지역의 행정을 바로 세우고 민심을 안정시키는 데 크게 기여하였다. 진주대첩으로 유명한 김시민 장군은 당시 진주판관(晋州判官)으로서, 진주 목사와 산에 숨어 있다가 목사가 병사하자 초유사의 명으로 목사직을 대리하여 진주성을 지키게 되었다. 김시민은 당시 곡창지대였던 호남지역의 전략적 중요성을 깨닫고 왜군이 반드시 경상도에서 호남으로 넘어가기 위해 진주성을 침략할 것임을 내다보고 진주성의 방비를 튼튼히 하는 한편 관군과 의병이 함께 진주성을 지키도록 해 임진왜란의 3대첩 중 하나인 진주대첩(1차 진주성 전투)을 진두지휘했다. 이후 1593년 제2차 진주성 전투에서 병사했다. 병사하는 순간까지도 나라의 운명과 붕당의 폐단으로 인해 왜란에 대비를 못한 것과 거기에 자신이 상당 부분 기여한 것에 대한 후회를 거듭하였다고 한다.

### 사후
사후 1604년(선조 34) 선무원종1등공신에 추서되었다. 그에 따라 1592년 이조참판 겸 동지에 추증되었던 아버지 김진은 다시 증 자헌대부 이조판서 겸 의금부지사에 가증되었다.
1606년(선조 38)에는 학봉 본인에게 가선대부 이조참판 겸 홍문관제학에 추증되었고, 1607년(선조 39)에는 임하현에 그를 모신 임천향사가 세워졌다. 임천향사는 1618년(광해군 10) 사액을 받고 임천서원으로 승격되었으며, 그를 모신 사당은 존현사(尊賢祠)라는 현판을 받았다. 1676년(숙종 2) 자헌대부 이조판서 겸 홍문관대제학에 가증되고, 1679년(숙종 5) 문충(文忠)의 증시가 추서되었다.
1619년(광해군 11) 묘비석이 세워졌으며 한강 정구가 찬하였다. 1664년(현종 5)에는 신도비가 세워졌으며 우복(愚伏) 정경세(鄭經世)가 비문을 지었다.

## 가족 관계
- 증조부 : 김만근(金萬勤), 김한계(金漢啓)의 아들
  - 조부 : 김예범(金禮範, 1479년 - 1550년)
  - 조모 : 영해 신씨(寧海申氏)
    - 아버지 : 김진(金璡, 1500년 - 1580년)
    - 어머니 : 여흥 민씨(驪興閔氏)
    - 형 : 김극일(金克一, 1522년 - 1585년)
    - 형 : 김수일(金守一, 1528년 - 1583년)
      - 조카 : 김철(金澈) - 김수일의 아들이었으나, 할아버지 김진의 명령으로 아들이 없는 큰아버지 김극일의 양자로 가다.

    - 형 : 김명일(金明一, 1534년 - 1570년)
    - 동생 : 김복일(金復一, 1541년 - 1591년)
    - 부인 : 권덕봉(權德鳳, 안동 권씨)
      - 장남 : 김집(金潗)
      - 차남 : 김역(金湙)
      - 삼남 : 김굉(金汯)

  - 외조부 : 민세경(閔世卿)
  - 외종조부 : 민세정(閔世貞)
- 진외증조부 : 신명정(申命昌)

## 관련 작품
- 《임진왜란》(MBC, 1985년~1986년, 배우:정상철)
- 《왕의 여자》(SBS, 2003년~2004년, 배우:박승호)
- 《불멸의 이순신》(KBS1, 2004년, 배우:권혁호)
- 《징비록》(KBS1, 2015년, 배우:박철호)

## 관련 문화재
- 김성일 종가 전적 -보물 제905호

## 저서
- 《해사록》
- 《상례고증》
- 《조선연혁풍속고이》
- 《학봉집》(사후에 출간된 문집, 1627년)

## 수상 경력
- 광국원종공신 1등관(1591년)
- 선무원종공신 1등관(1604년)

## 희생자 논란
학봉을 비판적으로 기술한 점이 2000년대에 와서 알려지면서 논란거리가 되었다. 현대에 들어와 교과서를 편찬하면서 현대 한국사학사에 있어 김성일은 임진왜란을 유발한 전화의 책임자로 기록되었다. 이러한 논지를 띤 최초의 학자는 황윤길의 문중 족손인 사학자 황의돈이었다.
해방 후 동국대학교에서 사학을 연구한 제1세대 학자인 황의돈은 《신편 조선역사》 128~129쪽에서 류성룡, 이산해 등 당시 득세한 동인배가 김성일의 편을 들어 군사 시설을 모두 부수고 조정의 모든 대신들이 마음을 놓아 태평한 꿈에 취하여 드러누웠다.'고 기록함으로써 임진왜란의 책임이 김성일에게 있다고 기록하였다.
이를 두고 신복룡은 '한 역사적 인물의 행적은 그의 진심과 동기를 이해하는 데에서부터 비롯해야 하며 그의 진심은 그가 마지막 생애를 어떻게 마쳤는가에 따라 평가되어야 한다.'며 김성일은 신중한 애국자요 충신이었지 결코 의롭지 않게 거짓말을 말할 사람은 아니었다. 그는 문중 사학의 희생자였다. 며 안타까워했다.

## 그가 지은 시
1592년 경상우도 초유사로 진주에서 지은 시가 전한다.
矗石樓中三壯士 촉석루위 마주 앉은 세 장사들은
一杯笑指長江水 한잔 술로 웃으면서 남강 물을 가리키네
長江之水流滔滔 남강 물은 밤낮으로 쉬지 않고 흘러가니
波不渴兮魂不死 강물이 마르지 않는 한 넋도 없어지지 않으리

## 같이 보기
- 조선통신사